# چهل‌ستون (بهشهر)
چهل‌ستون بهشهر یا باغ/کاخ شاه بهشهر مربوط به دورهٔ صفوی است و در بهشهر، خیابان شهید هاشمی‌نژاد، ساختمان شهرداری واقع شده و این اثر در تاریخ ۱۸ مهر ۱۳۵۶ با شمارهٔ ثبت ۱۵۳۷ به‌عنوان یکی از آثار ملی ایران به ثبت رسیده‌است. در این باغ از شیب زمین بهره‌گیری شده‌است. جنگل و کوه‌های پیرامون، آن را زیباتر کرده‌است.

## مشخصات
این باغ که به پارک‌ملت بهشهر نیز شهرت دارد با ابعاد ۱۷۰ متر عرض و۵۵۰ متر درازا، در سال ۱۰۲۱ق به دستور شاه عباس بزرگ طرح‌ریزی و طی چند سال احداث شده و محل بارعام و تشریفات شاه عباس بزرگ و پذیرایی مهمانان بوده‌است. این باغ دارای دو خیابان اصلی می‌باشد که محور طولی باغ با چشم‌اندازی به سوی شمال و دریا است، و در نقطه تقاطع آنها، استخر بزرگ باغ قرار دارد.
شاه عباس بزرگ نیز در همین کاخ درگذشت.

تابلوی توضیحات

## نگارخانه

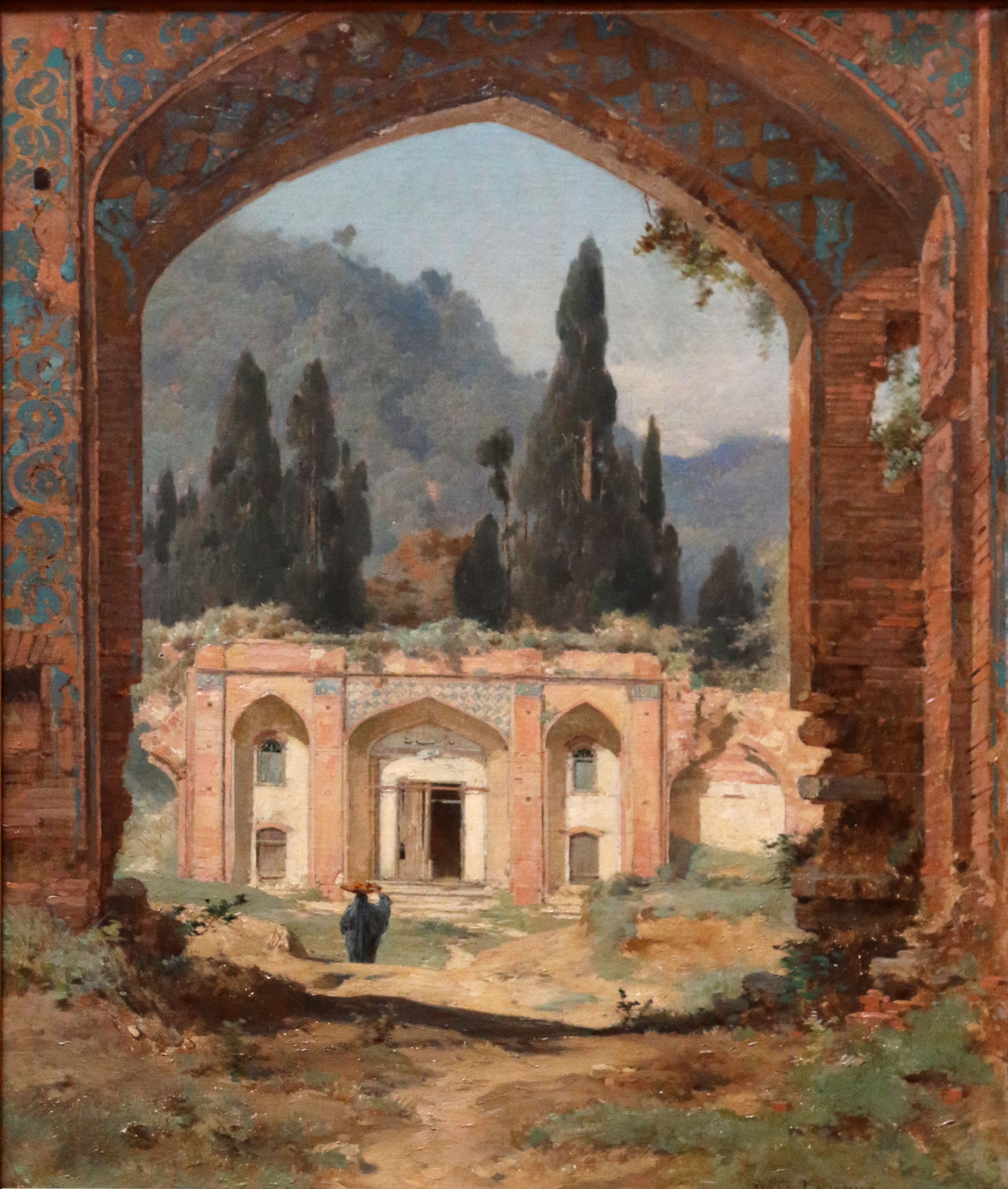
کاخ چهل‌ستون بهشهر اثر ژول لورانس (پیش از ۱۸۹۴م)
کاخ چهل‌ستون بهشهر اثر ژول لورانس (پیش از ۱۸۹۴م)